# Törökország történelmi kronológiája
Az Oszmán Birodalom, ill. Törökország történelmi eseményei, a legfontosabb évszámok szerint, a törökök Anatóliába történő bevándorlásától napjainkig.

## 11. század
- 1071: a malazgirti csatában I. Alparszlán szeldzsuk uralkodó legyőzi a bizánciakat, létrejön az Ikóniumi Szultánság Konya központtal
- 1084: Antiókhia meghódítása
- 1092: I. Kilidzs Arszlán trónra lépése
- 1097: dorylaeumi csata

## 12. század
- 1107: I. Kilidzs Arszlán meghódítja Moszul városát
- 1147: a második dorylaeumi csata III. Konrád és Rukn ad-Dín között, az utóbbi győzelmével
- 1176: müriokephaloni csata
- 1190: Barbarossa (Rőtszakállú) Frigyes a harmadik keresztes háborúban belefullad a Szalef (Kalikadnosz) folyóba.

## 13. század
- 1207: Antalya meghódítása, a szeldzsukok elérik a Földközi-tengert
- 1221: Alanya meghódítása Alaaddín Kejkubad által
- 1240: Diyarbakır elfoglalása
- 1299: II. Oszmán, egy északnyugat-anatóliai szultánság feje létrehozza az Oszmán Birodalom alapjait.

## 14. század
- 1325: az ottománok elfoglalják Bolu városát
- 1326: I. Orhán trónra lépése
- 1329: a maltepei (pelekanoni) csata Bizánc és az ottománok között, utóbbi győzelmével
- 1338: Nicomedia meghódítása
- 1351: az oszmánok átkelnek a Dardanellákon, majd Çimpe várát megszállják
- 1355: az ihtimani csata a bolgárok és az ottománok között, utóbbi győzelmével
- 1359: I. Murád szultán trónra lépése
- 1362: Filibe (Philippopolis) elfoglalása
- 1364: az első Marica menti csata
- 1365:  I. Murád szultán Trákiában elfoglalja Hadrianopolis bizánci várost. 1368–1453 között ez a város az Oszmán Birodalom székvárosa.
- 1369: török invázió Bulgária ellen
- 1371: a második Marica menti csata a szerbek és a törökök között, utóbbi győzelmével
- 1382: Szófia elfoglalása
- 1389: a rigómezei győzelem következtében oszmán megszállás alá kerül a középkori Szerbia.
- 1396: a nikápolyi csata, Bulgária elfoglalása

## 15. század
- 1402: az ankarai csata a törökök és a Timur Lenk vezette mongolok között, utóbbi győzelmével
- 1413: az oszmán interregnum vége, I. Mehmed trónra lépése
- 1416: török-velencei tengerészeti egyezmény
- 1444: a várnai csata Hunyadi János és II. Murád seregei között, utóbbi győzelmével
- 1448: a második rigómezei csata
- 1453: II. Mehmed szultán elfoglalja Konstantinápolyt, szétzúzva a Bizánci Birodalmat. A Birodalom székhelyét a szultán Konstantinápolyba helyezi.
- 1456: Nándorfehérvár sikertelen ostroma miatt az oszmánok észak-balkáni előrenyomulása átmenetileg lelassul.
- 1461: a Trapezunti Császárság meghódítása
- 1463: Bosznia meghódítása
- 1479: kenyérmezei csata

## 16. század
- 1514: csáldiráni csata a Szafavida és az Oszmán Birodalom között, az utóbbi győzelmével
- 1517: Egyiptom és Szíria oszmán uralom alá jut.
- 1521: Nándorfehérvár elfoglalása
- 1522: Rodosz szigetének elfoglalása
- 1526: mohácsi csata
- 1529: a törökök Bécset ostromolják
- 1541: a törökök csellel elfoglalják Buda várát
- 1552: „Egri csillagok”
- 1570: az Oszmán Birodalom elfoglalja Ciprust és Tuniszt
- 1571: a lepantói csata
- 1596: a mezőkeresztesi csata

## 17. század
- 1669–1672: Kréta és Podólia elfoglalásával az Oszmán Birodalom eléri legnagyobb területi kiterjedését.
- 1683: Bécs második sikertelen ostroma és a kahlenbergi vereség megállítja az európai oszmán terjeszkedést.  A Szent Liga háborúiban a keresztény koalíció kerekedik felül.
- 1699: a karlócai béke jelzi az oszmán terjeszkedések végét Európában.

## 18. század
- 1718: pozsareváci béke, a Tulipán-korszak kezdete
- 1727: Ibrahim Müteferrika, az első török nyomda magyar származású megalapítója, egy évvel később: Van Kulu szótár
- 1730: Halil Patrona lázadása, III. Ahmed detronizálása, a Tulipán-korszak vége
- 1739: belgrádi béke
- 1774: Az orosz–török háború (1768–74) lezárása a kücsük-kajnardzsi békekötéssel
- 1795: az első újság megjelenése az Oszmán Birodalomban

## 19. század
- 1839–1876: a tanzimat, az oszmán reformkorszak
- 1856: a krími háborút lezáró párizsi békeszerződés
- 1876: az első oszmán alkotmány
- 1877–1878: az első oszmán parlament megalakulása és feloszlatása

## 20. század
- 1908: az ifjútörökök kényszerítik II. Abdul-Hamidot a parlament összehívására, az ifjútörök uralom kezdete
- 1912–1913: az Oszmán Birodalom vesztesként kerül ki a Balkán-háborúkból
- 1914: az Oszmán Birodalom belép az első világháborúba Németország oldalán
- 1915: Gallipoli ostroma, ekkor tűnik ki katonai képességeivel Mustafa Kemal; az örmény népirtás kezdete
- 1918: a mudroszi fegyverletétellel véget ér az első világháború az oszmánok számára
- 1919: megkezdődik a török függetlenségi háború
- 1922: a török seregek sikeresen kiűzik a görög hadsereget Anatóliából
- 1923: a lausanne-i békeszerződés kijelöli Törökország határait, melyek lényegében megegyeznek a mai határokkal; kikiáltják a Török Köztársaságot, amelynek első elnöke Mustafa Kemal Atatürk lesz
- 1924: a kalifátus eltörlése
- 1938: Atatürk halála, İsmet İnönü elnökségének kezdete
- 1939: a második világháború kezdete, melyben Törökország semleges marad
- 1945: Törökország formálisan hadat üzen Németországnak és Japánnak, így az ENSZ alapító tagjává válhat; a Szovjetunió megszakítja baráti kapcsolatait Törökországgal
- 1946: megalakul a Demokrata Párt, az egypártrendszerben kormányzó Köztársasági Néppárt első ellenzéke
- 1947: a Truman-doktrína segítséget nyújt Törökországnak a Szovjetunióval szemben
- 1950: a Demokrata Párt nyeri az első szabad választásokat, a miniszterelnök Adnan Menderes, a köztársasági elnök Celal Bayar
- 1952: Törökország a NATO tagja lesz
- 1955: a ciprusi válság kezdete
- 1960: Ciprus önállósodása; katonai puccs Törökországban
- 1961: Adnan Menderest két társával együtt İmralı börtönszigetén felakasztják
- 1963–1964: ENSZ békefenntartók érkezése Ciprusra; Törökország és az Európai Gazdasági Közösség társulási szerződést köt
- 1971: a török hadsereg memorandumot küld a kormánynak, Süleyman Demirel lemond, a hadsereg Nihat Erimet ülteti a miniszterelnöki székbe
- 1973: İsmet İnönü halála
- 1974–1975: török csapatok szállnak partra Cipruson, a Zöld vonal létrejötte
- 1980: a török hadsereg átveszi a hatalmat, a pártok feloszlatása
- 1982: új alkotmány elfogadása, Kenan Evren tábornok kerül az államfői székbe
- 1983: Turgut Özal pártja nyeri a választásokat, gazdasági fellendülés
- 1987: Törökország benyújtja csatlakozási kérelmét az Európai Gazdasági Közösséghez
- 1995–1996 Tansu Çiller korrupciós botrányai; vámunió az Európai Unióval
- 1997: „posztmodern puccs”, a hadsereg megkezdi a közélet megtisztítását az „iszlámistáktól”
- 1999: elfogják a terrorista PKK vezetőjét, Abdullah Öcalant; az Európai Tanács elismeri Törökország csatlakozási kérelmének jogosságát
- 2000: Ahmet Necdet Sezer kerül a köztársasági elnöki posztra, politikai és gazdasági válság

## 21. század
- 2001: Ergenekon-ügy
- 2002: Az AKP nyeri a választásokat
- 2003: Recep Tayyip Erdoğan miniszterelnök lesz
- 2004: referendumban a törökök elfogadják Ciprus újraegyesítésének tervét, a ciprusiak azonban elutasítják
- 2005: megkezdődnek az Európai Uniós csatlakozási tárgyalások
- 2007: tüntetések közepette Abdullah Gült választják meg köztársasági elnöknek
- 2009: Örményország és Törökország külügyminiszterei Zürichben aláírják a kétoldalú diplomáciai kapcsolatok felvételét előirányzó egyezményt
- 2011: Egy televíziós beszélgetés keretében Recep Tayyip Erdoğan török miniszterelnök hivatalosan is bocsánatot kér a kurdoktól az 1936 és 1939 között elkövetett dersimi mészárlás miatt, mely során a török hadsereg több mint tizenháromezer embert bírósági eljárás nélkül kivégzett
- 2013: Tüntetések Törökországszerte a Recep Tayyip Erdoğan kormányához köthető korrupció miatt
- 2014: Recep Tayyip Erdoğant elnökké választják.
- 2016: 2016. július 15-én katonák egy csoportja puccsot kísérelt meg a kormány ellen, ami kudarcba fulladt.[1]